# Krzynowłoga Wielka (gmina)
Krzynowłoga Wielka – dawna gmina wiejska istniejąca do 1954 roku w woj. warszawskim. Siedzibą władz gminy była Krzynowłoga Wielka.
W okresie międzywojennym gmina Krzynowłoga Wielka należała do powiatu przasnyskiego w woj. warszawskim. 15 lipca 1922 od gminy Krzynowłoga Wielka odłączono Rembielinek, który włączono do Chorzeli.
Po wojnie gmina zachowała przynależność administracyjną. Według stanu z 1 lipca 1952 roku gmina składała się z 14 gromad: Bagienice Wielkie, Brzeski-Kołaki, Dąbrowa, Dąbrówka Ostrowska, Gadomiec-Miłocięta, Krzynowłoga Wielka, Kwiatkowo, Przysowy, Rembielin, Rycice, Świniary, Ulatowo-Adamy, Ulatowo-Słabogóra i Ulatowo-Zalesie.
Gminę zniesiono 29 września 1954 roku wraz z reformą wprowadzającą gromady w miejsce gmin. Jednostki nie przywrócono 1 stycznia 1973 roku po reaktywowaniu gmin, a jej obszar wszedł głównie w skład gmin Chorzele i Krzynowłoga Mała (oraz fragmentarycznie gminy Jednorożec).